# Virgen de Umbe
La Virgen de Umbe (o Virgen Pura Dolorosa de Umbe) es una advocación mariana que se venera en la localidad de Lauquíniz, Vizcaya, en el País Vasco, España, en el santuario con su nombre, situado en el Monte de Umbe, a 12 km de Bilbao. La misma se originó en una serie de apariciones (1941-1988), de la Santísima Virgen María a la vidente Felisa Sistiaga.

## Historia
La historia cuenta que el 25 de marzo de 1941 se le apareció por primera vez la Bienaventurada Virgen María a Felisa Sistiaga (1908-1990). Desde entonces habría habido varias decenas de nuevas apariciones. El último mensaje de la Virgen habría tenido lugar el 8 de diciembre de 1988. 
Felisa falleció el 10 de febrero de 1990. Cumpliendo el mandato de su madre, sus hijos procedieron ante notario, el 9 de marzo del mismo año, a la apertura de un sobre cerrado en el que ella guardaba celosamente un mensaje y un objeto, para que fuera abierto después de su muerte. Todo ello, según habría afirmado Felisa, por encargo de la Santísima Virgen.[cita requerida]

## Procesiones
Según afirman los creyentes en esta aparición, por orden de la Virgen María se levantó una capilla. Desde entonces miles de personas visitan el lugar cada año en busca de un milagro para sus dolores, siendo el primer sábado del mes de septiembre el día más importante de la Virgen, donde se reúnen más de 53 autocares y decenas de coches particulares. Según parece, el agua de su pozo, a pesar de no ser potable, es milagrosa.
En la capilla de la Virgen se hallan numerosos exvotos de personas que declaran haber sido curadas.[cita requerida]